# Bedevere

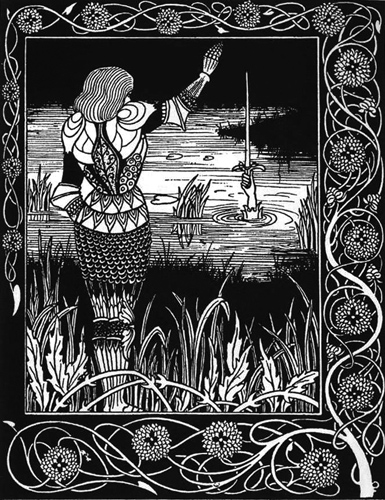
How Sir Bedivere Cast the Sword Excalibur into the Water. Illustration av Aubrey Beardsley, 1894.

Bedevere (kymriska: Bedwyr; franska: Bédoier, även stavat Bedevere) var i keltisk mytologi en av kung Arturs riddare kring det runda bordet.Han nämns redan i de äldsta källorna. Det är han som återför Excalibur till Viviane (the Lady of the Lake). Han är kung Arturs marskalk och associeras ofta med riddar Kay. Riddar Lucan är hans bror, och riddar Griflet hans kusin. 
Bedevere är vid sidan av Kay och Gawain en av de tidigaste figurerna som kopplas ihop med kung Artur. Hans namn på walesiska är Bedwyr Bedrydant (Bedivere of the Perfect Sinews). Han beskrivs som enarmad, men trots detta en utmärkt krigare. 
Bedevere hörde från början till Arturs krigstrupp och förblev kungen trogen. Det var han som till slut assisterade Artur, när denne blivit dödligt sårad.